# Carlo d'Asburgo (1590-1624)
Carlo d'Asburgo, detto anche Carlo d'Austria o Carlo il Postumo (Graz, 7 agosto 1590 – Madrid, 28 dicembre 1624), è stato arciduca d'Austria, principe-vescovo di Breslavia, vescovo di Bressanone e gran maestro dell'Ordine Teutonico (dal 1618 fino alla sua morte).

## Biografia
Il padre di Carlo, Carlo II, arciduca d'Austria, proveniva dalla linea di Stiria della casata degli Asburgo, mentre la madre fu Maria Anna di Baviera, figlia del Duca Alberto V. L'Imperatore Ferdinando II e Leopoldo, vescovo di Strasburgo e di Passau, furono suoi fratelli.
Carlo era l'ultimo dei fratelli e perdipiù era nato poco dopo la morte del padre, venendo perciò soprannominato Carlo il Postumo. Vista la sua posizione al trono venne destinato alla carriera ecclesiastica, ottenendo il canonicato a Passau,  Salisburgo, Trento e Bressanone. Divenne quindi segretario del vescovo di Seckau, Jakob I Eberlein.
Il 7 luglio 1608 Carlo venne nominato vescovo di Breslavia. Nel dicembre dello stesso anno prese possesso della sede, intronizzato dal vescovo Georg Stobäus von Palmburg. Nel 1613 venne nominato vescovo di Bressanone, ottenendo il titolo di Amministratore della diocesi, anche se Carlo prese stabile residenza nel Principato di Neisse.
Carlo pronunciò i propri voti nel 1615 ottenendo la consacrazione a vescovo nel 1619, come era tradizione nelle famiglie facoltose. Dal 1618, alla morte dell'Arciduca Massimiliano III d'Austria, ottenne il titolo di Gran Maestro dell'Ordine Teutonico.
La politica di Carlo fu estremamente filo imperiale. L'Imperatore Rodolfo II, nel 1609, lo inviò ad evangelizzare i principati e gli stati della Slesia, dove vi era una forte opposizione protestante.
Fervido sostenitore della politica dei gesuiti, nel 1622 si propose di aiutarli nella fondazione di un loro ginnasio e di una chiesa a Neisse.
Nel 1624 Carlo si pose al servizio si Filippo IV di Spagna a Madrid, dove ottenne l'incarico di Viceré del Portogallo, ma non poté ricoprire l'incarico molto a lungo perché a Madrid morì nel dicembre dello stesso anno.

## Ascendenza
|                       |                         |                          | Genitori                   |  |  | Nonni |  |  | Bisnonni               |  |  | Trisnonni              |  |
|                       |                         |                          |                            |  |  |       |  |  | Filippo I di Castiglia |  |  | Massimiliano I del SRI |  |
|                       |                         |                          |                            |  |  |       |  |  | Filippo I di Castiglia |  |  | Massimiliano I del SRI |  |
|                       |                         | Maria di Borgogna        |                            |  |  |       |  |  | Filippo I di Castiglia |  |  |                        |  |
| Ferdinando I del SRI  |                         |                          |                            |  |  |       |  |  | Filippo I di Castiglia |  |  |                        |  |
|                       |                         | Giovanna di Castiglia    | Ferdinando II d'Aragona    |  |  |       |  |  |                        |  |  |                        |  |
|                       |                         | Giovanna di Castiglia    | Ferdinando II d'Aragona    |  |  |       |  |  |                        |  |  |                        |  |
|                       |                         | Giovanna di Castiglia    | Isabella di Castiglia      |  |  |       |  |  |                        |  |  |                        |  |
| Carlo II d'Austria    |                         | Giovanna di Castiglia    |                            |  |  |       |  |  |                        |  |  |                        |  |
|                       |                         | Ladislao VII Jagellone   | Casimiro IV Jagellone      |  |  |       |  |  |                        |  |  |                        |  |
|                       |                         | Ladislao VII Jagellone   | Casimiro IV Jagellone      |  |  |       |  |  |                        |  |  |                        |  |
|                       |                         | Ladislao VII Jagellone   | Elisabetta d'Asburgo       |  |  |       |  |  |                        |  |  |                        |  |
| Anna Jagellone        |                         | Ladislao VII Jagellone   |                            |  |  |       |  |  |                        |  |  |                        |  |
|                       |                         | Anna di Foix             | Gastone II di Foix-Candale |  |  |       |  |  |                        |  |  |                        |  |
|                       |                         | Anna di Foix             | Gastone II di Foix-Candale |  |  |       |  |  |                        |  |  |                        |  |
|                       |                         | Anna di Foix             | Caterina di Navarra        |  |  |       |  |  |                        |  |  |                        |  |
| Carlo d'Asburgo       |                         | Anna di Foix             |                            |  |  |       |  |  |                        |  |  |                        |  |
|                       | Guglielmo IV di Baviera | Alberto IV di Baviera    |                            |  |  |       |  |  |                        |  |  |                        |  |
|                       | Guglielmo IV di Baviera | Alberto IV di Baviera    |                            |  |  |       |  |  |                        |  |  |                        |  |
|                       | Guglielmo IV di Baviera | Cunegonda d'Austria      |                            |  |  |       |  |  |                        |  |  |                        |  |
| Alberto V di Baviera  | Guglielmo IV di Baviera |                          |                            |  |  |       |  |  |                        |  |  |                        |  |
|                       |                         | Maria Giacomina di Baden | Filippo I di Baden         |  |  |       |  |  |                        |  |  |                        |  |
|                       |                         | Maria Giacomina di Baden | Filippo I di Baden         |  |  |       |  |  |                        |  |  |                        |  |
|                       |                         | Maria Giacomina di Baden | Elisabetta del Palatinato  |  |  |       |  |  |                        |  |  |                        |  |
| Maria Anna di Baviera |                         | Maria Giacomina di Baden |                            |  |  |       |  |  |                        |  |  |                        |  |
|                       |                         | Ferdinando I del SRI     | Filippo I di Castiglia     |  |  |       |  |  |                        |  |  |                        |  |
|                       |                         | Ferdinando I del SRI     | Filippo I di Castiglia     |  |  |       |  |  |                        |  |  |                        |  |
|                       |                         | Ferdinando I del SRI     | Giovanna di Castiglia      |  |  |       |  |  |                        |  |  |                        |  |
| Anna d'Austria        |                         | Ferdinando I del SRI     |                            |  |  |       |  |  |                        |  |  |                        |  |
|                       |                         | Anna Jagellone           | Ladislao II di Boemia      |  |  |       |  |  |                        |  |  |                        |  |
|                       |                         | Anna Jagellone           | Ladislao II di Boemia      |  |  |       |  |  |                        |  |  |                        |  |
|                       |                         | Anna Jagellone           | Anna di Foix               |  |  |       |  |  |                        |  |  |                        |  |
|                       |                         | Anna Jagellone           |                            |  |  |       |  |  |                        |  |  |                        |  |